# Wayne County, Nebraska
Wayne County är ett administrativt område i delstaten Nebraska, USA, med 9 595 invånare. Den administrativa huvudorten (county seat) är Wayne.

## Geografi
Enligt United States Census Bureau har countyt en total area på 1 149 km². 1 149 km² av den arean är land och 0 km² är vatten.

### Angränsande countyn
- Dixon County - nordost
- Thurston County - öster
- Cuming County - sydost
- Stanton County - syd
- Pierce County - väster
- Cedar County - norr